# Лука (Волчков)
Епи́скоп Лука́ (в миру Андрей Евгеньевич Волчков; 27 апреля 1971, Солнечногорск, Московская область) — архиерей Русской православной церкви, епископ Биробиджанский и Кульдурский.

## Биография
В 1988 году окончил среднюю школу № 8 г. Солнечногорска.
В 1988—1989 годах работал на Солнечногорском электромеханическом заводе по специальности «наладчик специального технологического оборудования». В 1989—1991 годах проходил срочную службу в рядах Вооружённых сил.
В 1991—1997 годах обучался в Московском институте электронной техники. По окончании получил диплом инженера по специальности «Управление и информатика в технических системах».
С 1996 года нёс послушания пономаря и чтеца Никольского храма Солнечногорска.
11 мая 1997 года принят в число братии Михаило-Архангельского монастыря в селе Козиха Ордынского района Новосибирской области, 21 мая наместником обители иеромонахом Артемием (Снигуром) пострижен в монашество с именем Лука в честь апостола и евангелиста Луки.
31 августа 1997 года епископом Новосибирским и Бердским Сергием (Соколовым) рукоположён в сан иеродиакона, 21 декабря — в сан иеромонаха. Назначен настоятелем храма Архистратига Михаила в селе Малоирменка Новосибирской области.
С августа 1998 года нёс послушания помощника благочинного Михаило-Архангельского монастыря.
В мае 1999 года назначен настоятелем подворья монастыря в селе Красный Яр Новосибирской области. Участвовал в строительстве храма во имя св. блгв. кн. Александра Невского на этом подворье.
С сентября 2002 года исполнял послушание благочинного городского подворья монастыря во имя Архангела Михаила села Козиха в Новосибирске. Участвовал в строительстве Троице-Владимирского собора Новосибирска.
В 2003 году удостоен права ношения наперсного креста.
В 1999—2004 годах обучался на заочном отделении Томской духовной семинарии.
В 2004 году поступил на заочное отделение Московской духовной академии.
В мае 2010 года переведён на послушание в Покровский мужской монастырь села Завьялово Искитимского района Новосибирской области.
3 августа 2010 года указом архиепископа Новосибирского и Бердского Тихона (Емельянова) назначен и. о. наместника Покровского монастыря села Завьялово.
Решением Священного Синода от 24 декабря 2010 года назначен наместником Покровского монастыря села Завьялово.
15 марта 2011 года возведён в сан игумена. Ко дню Пасхи 2011 года удостоен права нашения палицы.
Решением Священного Синода от 28 декабря 2011 года избран епископом Искитимским и Черепановским.
19 января 2012 года в Вознесенском соборе города Новосибирска митрополитом Новосибирским и Бердским Тихоном (Емельяновым) возведён в сан архимандрита.
24 февраля 2012 года в Богоявленском кафедральном соборе Москвы состоялось наречён во епископа Искитимского и Черепановского. Наречение возглавил Патриарх Московский и всея Руси Кирилл.
10 марта 2012 года в Черниговском скиту Троице-Сергиевой лавры хиротонисан во епископа. Хиротонию совершили: Патриарх Московский и всея Руси Кирилл, митрополит Саранский и Мордовский Варсонофий (Судаков), митрополит Новосибирский и Бердский Тихон (Емельянов), архиепископ Верейский Евгений (Решетников), архиепископ Сергиево-Посадский Феогност (Гузиков), епископ Дмитровский Феофилакт (Моисеев), епископ Солнечногорский Сергий (Чашин), епископ Карагандинский и Шахтинский Севастиан (Осокин), епископ Петропавловский и Камчатский Артемий (Снигур), епископ Салехардский и Ново-Уренгойский Николай (Чашин), епископ Арсеньевский и Дальнегорский Гурий (Фёдоров).
С 11 по 25 июня 2012 года в Общецерковной аспирантуре и докторантуре проходил курсы повышения квалификации для новопоставленных архиереев.
26 июля 2012 года утверждён в должности священноархимандрита Покровского мужского монастыря села Завьялово Новосибирской области.
16 мая 2023 года, после российского вторжения на Украину и оккупации части Запорожской области, Священный синод РПЦ заявил о передаче Бердянской епархии из Украинской православной церкви в непосредственное подчинение Патриарху Московскому и всея Руси и назначении Луки управляющим Бердянской епархией. Действующий управляющий, митрополит Ефрем, с должности снят не был. Поскольку два управляющих архиерея с одним и тем же званием быть не может, митрополит Лука получил титул Бронницкого, а не Бердянского. УПЦ отвергла решение о назначении митрополита Луки, заявив, что митрополит Ефрем продолжит управлять епархией удалённо.
Постановлением Священного Синода от 12 марта 2024 года назначен епископом Биробиджанским и Кульдурским с освобождением его от управления Бердянской епархией и выражением благодарности за понесенные труды.